# Kantakuzen (herb książęcy)
Kantakuzen (Kantakauzen Książę) – polsko-rosyjski herb książęcy, herb własny rodziny Kantakuzen.

## Opis herbu

### Opis historyczny
Juliusz Ostrowski blazonuje herb następująco:

W polu złotym orzeł dwugłowy czarny. Na hełmie mitra książęca.

### Opis współczesny
Opis skonstruowany współcześnie brzmi następująco:
Na tarczy o polu złotym dwugłowy orzeł czarny na każdej głowie ukoronowany.
Całość otacza płaszcz heraldyczny, podbity gronostajem.
Płaszcz zwieńcza mitra książęca.

## Geneza
Herb należy do rodziny pochodzenia greckiego – Kantakuzenów (rum. Cantacuzino), mającej pokrewieństwo z ostatnią dynastią władającą Bizancjum – Paleologami. Sami jej członkowie uważali się za potomków dynastii Kantakuzenów. Wyrazem tego było przyjęcie przez nich herbu z dwugłowym orłem, mającego nawiązywać do owej dynastii. Rodzina ta władała w Mołdawii i Wołoszczyźnie w XVII wieku. Juliusz Ostrowski twierdzi, że w tym samym wieku osiedli w Polsce.
Herb Kantakuzen został przyniesiony do Polski w XVII wieku. W herbarzach pojawia się od XVIII wieku, a jako pierwszy opisał go Kasper Niesiecki (jednakże pozbawionego barw tarczy). Anna z rodu Kantakuzenów poślubiła znanego polskiego szlachcica Samuela Kmicica. Kantakuzenowie osiedli też w Rosji, gdzie brali udział m.in.  w walce o niepodległość Grecji. Rosyjskiej gałęzi rodziny zatwierdzono w 1865 tytuł książęcy, zaś 2 listopada 1872 nadano im herb złożony oraz prawo do drugiego nazwiska; Sperański. Herb z 1872 przedstawiał w polu czerwonym orła złotego, mającego na piersi tarczę z herbami Komnenów, Angelosów, Paleologów, Kantakuzenów, Mołdawii i Wołoszczyzny. Herby te oddawały rzekome powiązania Kantakuzenów z innymi rodzinami cesarskimi Bizancjum oraz fakt, że migracja ich przodków do Rosji zachodziła przez kraje multańskie. Na potrzeby zatwierdzenia tytułu i nadania herbu sporządzony został wywód przodków począwszy od Michała Kantakuzena, poprzez władców Mołdawii i Wołoszczyzny w XVII i XVIII wieku aż do członków rodu żyjących w XIX wieku w Rosji.

## Herbowni
Informacje na temat herbownych w artykule sporządzone zostały na podstawie wiarygodnych źródeł, zwłaszcza klasycznych i współczesnych herbarzy. Należy jednak zwrócić uwagę na częste zjawisko przypisywania rodom szlacheckim niewłaściwych herbów, szczególnie nasilone w czasie legitymacji szlachectwa przed zaborczymi heroldiami, co zostało następnie utrwalone w wydawanych kolejno herbarzach. Identyczność nazwiska nie musi oznaczać przynależności do danego rodu herbowego. Przynależność taką mogą bezspornie ustalić wyłącznie badania genealogiczne.
Pełne listy herbownych nie są dziś możliwe do odtworzenia, także ze względu na zniszczenie i zaginięcie wielu akt i dokumentów w czasie II wojny światowej (m.in. w czasie powstania warszawskiego w 1944 spłonęło ponad 90% zasobu Archiwum Głównego w Warszawie, gdzie przechowywana była większość dokumentów staropolskich). Nazwisko znajdujące się w artykule pochodzi z Księga herbowa rodów polskich, Juliusza Ostrowskiego. Występowanie danego nazwiska w artykule nie musi oznaczać, że konkretna rodzina pieczętowała się herbem Kantakuzen. Często te same nazwiska są własnością wielu rodzin reprezentujących wszystkie stany dawnej Rzeczypospolitej, tj. chłopów, mieszczan, szlachtę. Herb Kantakuzen jest herbem własnym, wiec do jego używania uprawniona jest zaledwie jedna rodzina: Kantakuzenów.
Prawdopodobnie z uwagi na wspomniane nadużycia w czasie legitymacji szlachectwa, w zaborze rosyjskim wylegitymowały się rodziny: Andronowicz (w 1861 roku – gubernia kowieńska)  i Łabanowski (w latach 1830/1866 – gubernia kowieńska) . 

## Galeria

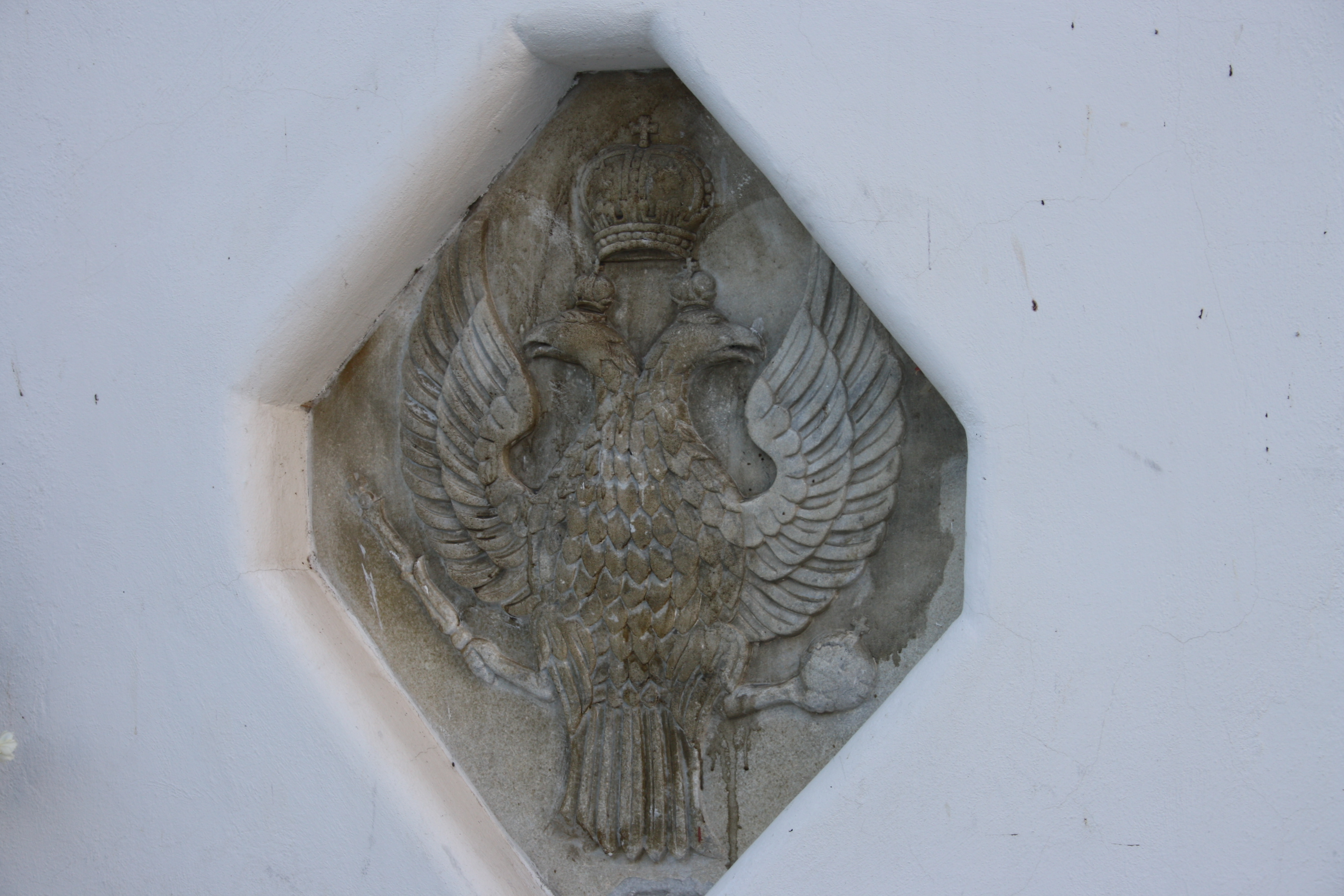
Herb Kantakuzen w rumuńskim klasztorze Comana.
Wizerunek herbu Kantakuzen opisany przez Kaspra Niesieckiego.
Herb Kantakuzen u Juliusza Ostrowskiego.
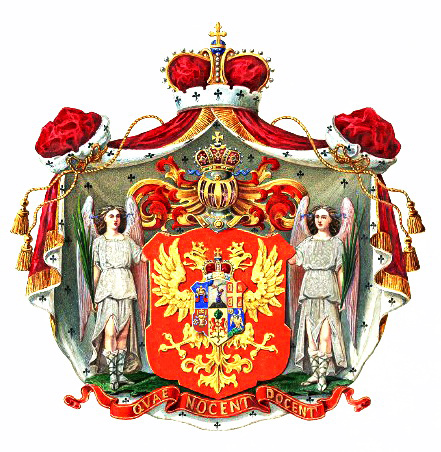
Odmiana herbu Kantakuzen z nadania w Rosji (XIX w.).